# Trisha Noble
Patricia Ann Ruth Noble, conocida artísticamente como Trisha Noble (Marrickville, Nueva Gales del Sur, 3 de febrero de 1944 - 23 de enero de 2021) fue una cantante y actriz australiana.

## Carrera artística
Comenzó su carrera rtística actuando como Patsy Ann Noble, una cantante pop adolescente a principios de la década de 1960, con apariciones regulares en la serie de televisión de música y variedades Bandstand. En noviembre de 1961, lanzó su sencillo más exitoso, "Good Looking Boy", que alcanzó el Top 10 en Melbourne y el Top 20 en Sídney. En los premios Logie de 1961, ganó el premio a la "Mejor cantante femenina del año" de TV Week. En 1962, se había trasladado al Reino Unido y continuó su carrera como cantante lanzando sencillos allí. 
En 1965, Noble comenzó su carrera como actriz de televisión, y en 1967, estaba usando a Trisha Noble como su nombre artístico. En la década de 1970, se mudó a los Estados Unidos y tuvo papeles como invitada en varias series de televisión, como The Mary Tyler Moore Show, Columbo, Baretta, McMillan y esposa, The Rockford Files y Buck Rogers en el siglo XXV. En 1983, Noble regresó a Australia, donde también siguió una carrera como actriz de teatro. En 2005, Noble tuvo un papel menor en Star Wars: Episodio III - La venganza de los Sith como Jobal Naberrie, madre del personaje principal Padmé Amidala.
Falleció a los 76 años a causa de complicaciones de mesotelioma, un tipo de cáncer ocasionado por la inhalación de fibras de asbesto.

## Filmografía
- Death Is a Woman (1966) - Francesca
- Carry on Camping (1969) - Sally
- The Private Eyes (1980) - Señora Phyllis Morley
- Star Wars: Episodio II - El ataque de los clones (2002) - Jobal Naberrie (escenas eliminadas)
- Star Wars: Episodio III - La venganza de los Sith (2005) - Jobal Naberrie (papel final de la película)